# Palme d'honneur
Pour les articles homonymes, voir Palme d'or (homonymie).

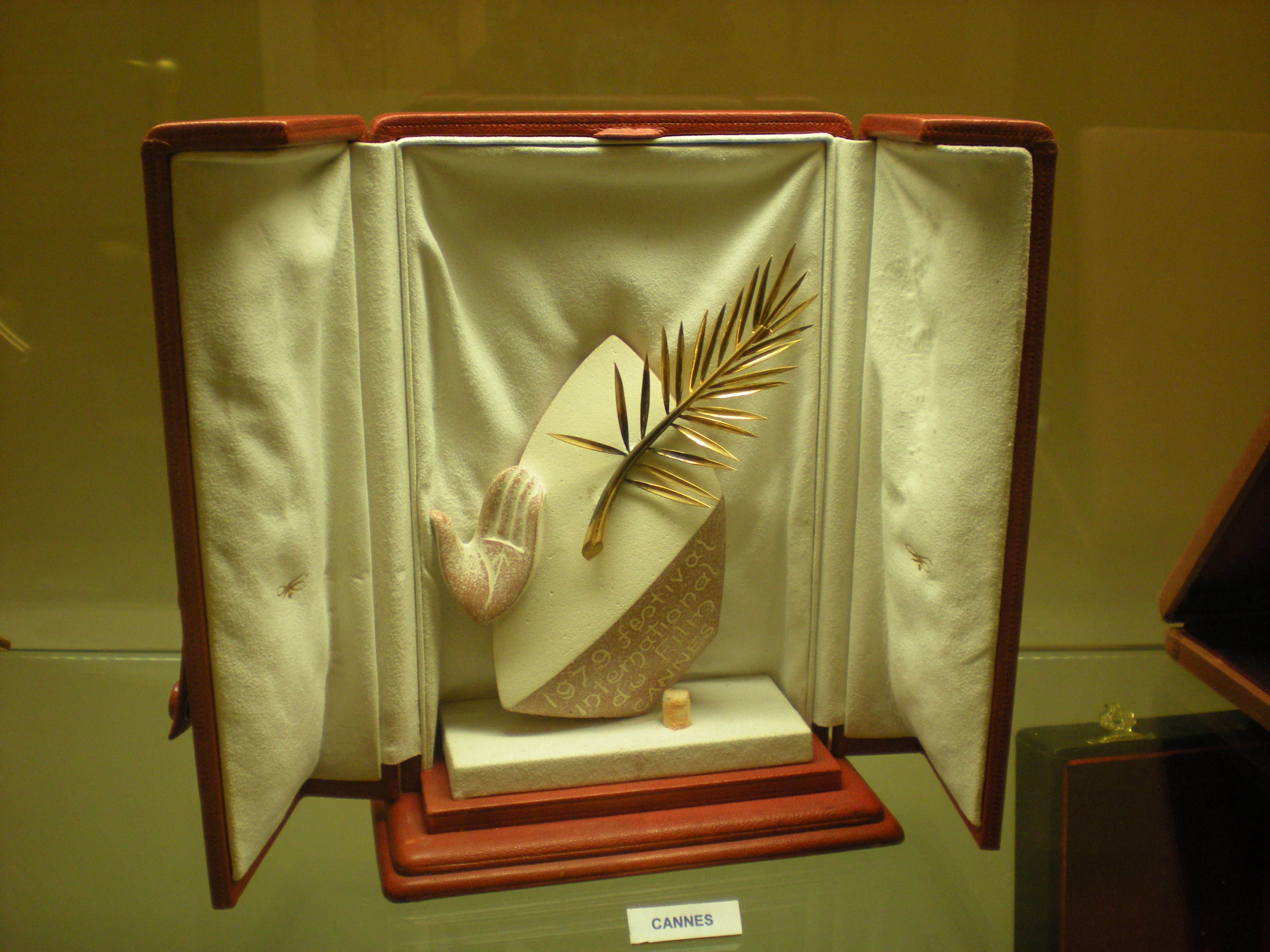
Photographie de la Palme d'or d'honneur

La Palme d'honneur est le nom donné à un ensemble de prix honorifiques décernés de façon irrégulière depuis la création du Festival de Cannes. Selon les cas, ces prix sont parfois nommés ou surnommés Palme des Palmes, Palme d'or d'honneur ou Prix spécial. Il existe également une Palme d'honneur d'interprétation, également désigné comme « trophée du Festival de Cannes »[réf. nécessaire]. Bien qu’elle ait été annoncée comme récompense annuelle en 2011, la Palme d'honneur n’a été remise à nouveau qu'en 2015.
Ces récompenses ne sont pas décernées par le jury de la compétition mais par les dirigeants du Festival, voire par un jury spécifique[Quoi ?], à un cinéaste dont le talent est considéré[Par qui ?] comme remarquable. Ce prix[Lequel ?] est parfois vu comme une « Palme d'or spéciale »[réf. souhaitée] mais, contrairement à la Palme d'or, il est décerné hors compétition et est attribué à un individu et non à un film.
Au 19 mai 2025, 22 personnalités ont reçu une telle distinction.

## Historique
En 1997, à l'occasion du 50e anniversaire du Festival, l'ensemble des réalisateurs ayant gagné la Palme d'or est chargé, par la direction du Festival, de décerner une « Palme des Palmes » à un réalisateur qui n'ait jamais reçu la Palme d'or bien que présent au moins une fois en sélection officielle, en compétition ou non. Cette « Palme des Palmes » est alors attribuée au cinéaste suédois Ingmar Bergman. Celui-ci ne s'étant pas déplacé pour recevoir le prix, sa fille lit ses remerciements lors de la remise du prix : « la vie elle-même a fini par me rattraper et par me réduire à la timidité et au silence ».
Par la suite, d'autres Palmes d'honneur sont décernées à la seule discrétion de la direction du Festival. Le surnom de « Palme des Palmes » est régulièrement donné aux autres Palmes d'honneur, même s'il ne s'agit pas de leur nom officiel. Woody Allen a ainsi reçu, en 2002, la première Palme d'honneur décernée par la direction du Festival, suivi de Manoel de Oliveira en 2008. Entre-temps, trois actrices ont été distinguées d'une Palme d'honneur d'interprétation : Jeanne Moreau en 2003, Catherine Deneuve en 2005 et Jane Fonda en 2007.
En 2009, Clint Eastwood reçoit sa Palme d'honneur des mains de Thierry Frémaux et Gilles Jacob, qui déclarent alors vouloir rendre « hommage au talent d’un grand maître au sommet de son art ». Eastwood avait concouru à cinq reprises au Festival, sans jamais remporter la Palme d'or. Selon Frémaux et Jacob, Eastwood méritait ce prix parce qu'il a « très vite compris que la simplicité, la caméra à hauteur d’homme, l’exacte durée d’un plan, la nature de l’objectif, la coupe au montage, la situation des plages musicales, étaient affaire de choix. Dans chaque domaine, il n’y en a qu’un seul – et pas un autre. C’est ainsi qu’on s’installe tout doucement dans l’Histoire du cinéma ».
En 2011, Bernardo Bertolucci et Jean-Paul Belmondo reçoivent à leur tour une Palme d'honneur. En 2015, Agnès Varda devient la première femme à obtenir une Palme d'honneur (hors Palmes d'interprétation). En 2024, la Palme d'honneur devient pour la première fois un prix collectif remis au Studio Ghibli.

## Prix décernés

### Palme des palmes
- 1997 : Ingmar Bergman[6]

### Palmes d'honneur
- 2002 : Woody Allen[9]
- 2008 : Manoel de Oliveira[10]
- 2009 : Clint Eastwood[11]
- 2011 : Bernardo Bertolucci[12]
- 2015 : Agnès Varda[7]
- 2017 : Jeffrey Katzenberg[13]
- 2021 : Jodie Foster[14] et Marco Bellocchio[15]
- 2022 : Forest Whitaker[16] et Tom Cruise
- 2023 : Michael Douglas et Harrison Ford
- 2024 : George Lucas[17], Le Studio Ghibli[8] et Meryl Streep[18]
- 2025 : Robert De Niro[19] et Denzel Washington[20]

### Palmes d'honneur d'interprétation
- 2003 : Jeanne Moreau[21]
- 2005 : Catherine Deneuve[22]
- 2007 : Jane Fonda[23]
- 2011 : Jean-Paul Belmondo[24]
- 2016 : Jean-Pierre Léaud[25]
- 2019 : Alain Delon[26]